# Fable: The Journey
Fable: The Journey è il quinto videogioco della serie Fable. È stato sviluppato da Lionhead Studios e pubblicato da Microsoft Studios per Xbox 360, in quanto un titolo esclusivo per Kinect. È stato annunciato in occasione dell'E3 2011, con un trailer di debutto e la dimostrazione della demo. È stato anche dichiarato durante l'E3 2011 che il gioco è un titolo standalone, separata dalla serie principale. Un nuovo trailer gameplay è stato presentato all'E3 2012 che ha portato a Fable: The Journey una nomination per i Game Critics Awards: Best of E3 2012, sotto la categoria 'Miglior gioco di simulazione cinematica'. A differenza dei giochi precedenti, Fable: The Journey è stato sviluppato con Unreal Engine 3.

## Modalità di gioco
Fable: The Journey è un gioco in prima persona e i giocatori usano il Kinect per manipolare la magia che serve per sconfiggere i nemici. Usando le mani per compiere certi gesti, i giocatori possono entrare in una modalità incantesimo di crafting, che consente di disegnare oggetti con le mani e poi usarli come magie. Questo permette ai giocatori di creare scudi, lance, martelli, al fine di sconfiggere i nemici. I giocatori possono anche creare canne da pesca e telescopi, che possono poi essere utilizzati nei minigiochi. Forza vitale è simile al sistema di esperienza dei precedenti titoli Fable. Una gran parte del gioco si svolge con il vostro cavallo. In alcune scene potrete guidare il cavallo. È inoltre necessario prendersi cura del vostro cavallo quando si fa male.

## Trailer
Il trailer è stato ufficialmente pubblicato il 6 giugno 2011